# Nesoryzomys swarthi
Nesoryzomys swarthi là một loài động vật có vú trong họ Cricetidae, bộ Gặm nhấm. Loài này được Orr mô tả năm 1938.